# Neumonía de células gigantes de Hecht
La neumonía de Hecht, también conocida como neumonía de célula gigante, es un neumonía intersticial que hasta ahora solo se ha observado en niños. Se caracteriza por la presencia de infiltrado del parénquima pulmonar por células gigantes multinucleadas con cuerpos de inclusión intranucleares e intracitoplasmáticos. La etiología no esta clara, aunque se sugiere que se deba a infecciones por el virus del moquillo o el sarampión, principalmente porque son capaces de inducir la formación de células gigantes con las mismas características que las presentes en este tipo de neumonía (aunque no existe evidencia concluyente al respecto). También se sugiere que el déficit de vitamina A puede ser el factor etiológico por la similitud en los cambios epiteliales encontrados en la neumonía gigantocelular y en la deficiencia de vitamina A.